# Palikè
Palikè és una ciutat antiga de Sicília, fundada l'any 453 abans de la nostra era per Duceci, cap dels sículs, a prop del santuari dels déus bessons Palics (Palikoi). El jaciment de Palikè és al territori del municipi de Mineo, a la Vall del Margi; se situa damunt un esperó basalt, en un lloc anomenat Rocchicella.

## Història
La ciutat, la va fundar l'any 453 abans de la nostra era Duceci, segons Diodor de Sicília, en un lloc ocupat des de la prehistòria i a prop del santuari de Palics. La va fortificar i la convertir en la capital de la Koinon dels sículs.
La destrucció i l'abandonament de Palikè potser va ocórrer ja l'any 440 abans de la nostra era, a causa dels siracusans, després del fracàs de l'intent polític de Doukétios, que va morir de malaltia aquell mateix any.
Durant la Segona Guerra servil, els esclaus es van refugiar una altra volta al santuari de Palikè.

## Excavacions
Les excavacions del jaciment, les van fer l'any 1995 la Superintendència de Catània. Van revelar, per a la ciutat fundada per Doukétios, un sistema de terrasses; a la terrassa més alta hi havia un hestiateri (edifici dedicat a la celebració de banquets), i dos pòrtics a les terrasses inferiors.
El jaciment fou adquirit per la Regió de Sicília, que el va obrir al públic el gener del 2006. S'hi ha instal·lat un petit museu en què s'exposa una selecció d'objectes que es troben al jaciment.